# 富ヶ谷
富ヶ谷（とみがや）は、東京都渋谷区の地名。現行行政地名は富ヶ谷一丁目および富ヶ谷二丁目。住居表示実施済区域。
タイムアウトによる、2023年「世界で最もクールな地域」の第10位。

## 地理
渋谷区中西部に位置する。富ヶ谷一丁目の北部は小田急線の線路沿いにあり、小田急線を境に向かい側は渋谷区代々木である。富ヶ谷二丁目は、井ノ頭通りが北端で、井ノ頭通りで渋谷区上原に接する。西部も渋谷区上原に接する。富ヶ谷一丁目の南部は渋谷区神山町に接する。富ヶ谷二丁目の南部は目黒区駒場である。東部一帯は、代々木公園に接する。山手通りと井ノ頭通りの交差点の名称は、「富ヶ谷交差点」である。
地域内の大半は住宅地となっており、路地部分は、多くが一戸建て住宅であるが、幹線道路沿いにはビルやマンションが目立つ。地形的には、渋谷の街の上流に位置し、宇田川と河骨川（ともに暗渠）の2つの谷が合流する地点となっている。富ヶ谷の名前はこの谷に由来する。約10万年前まではこの富ヶ谷付近に海水面があったといわれる。
神山町、松濤と合わせて「奥渋谷（奥渋）」と呼ぶこともある。

### 富ヶ谷一丁目
井ノ頭通りから北側は、小田急線代々木八幡駅が近く、駅前であるため、駅前商店街となっている。
井ノ頭通りから南側は住宅地となっている。隣接する高級住宅街である神山町や松濤から続く町域であり、当地に居住する著名人として、内閣総理大臣を務めた安倍晋三やミュージシャンのK DUB SHINEなどがいる。

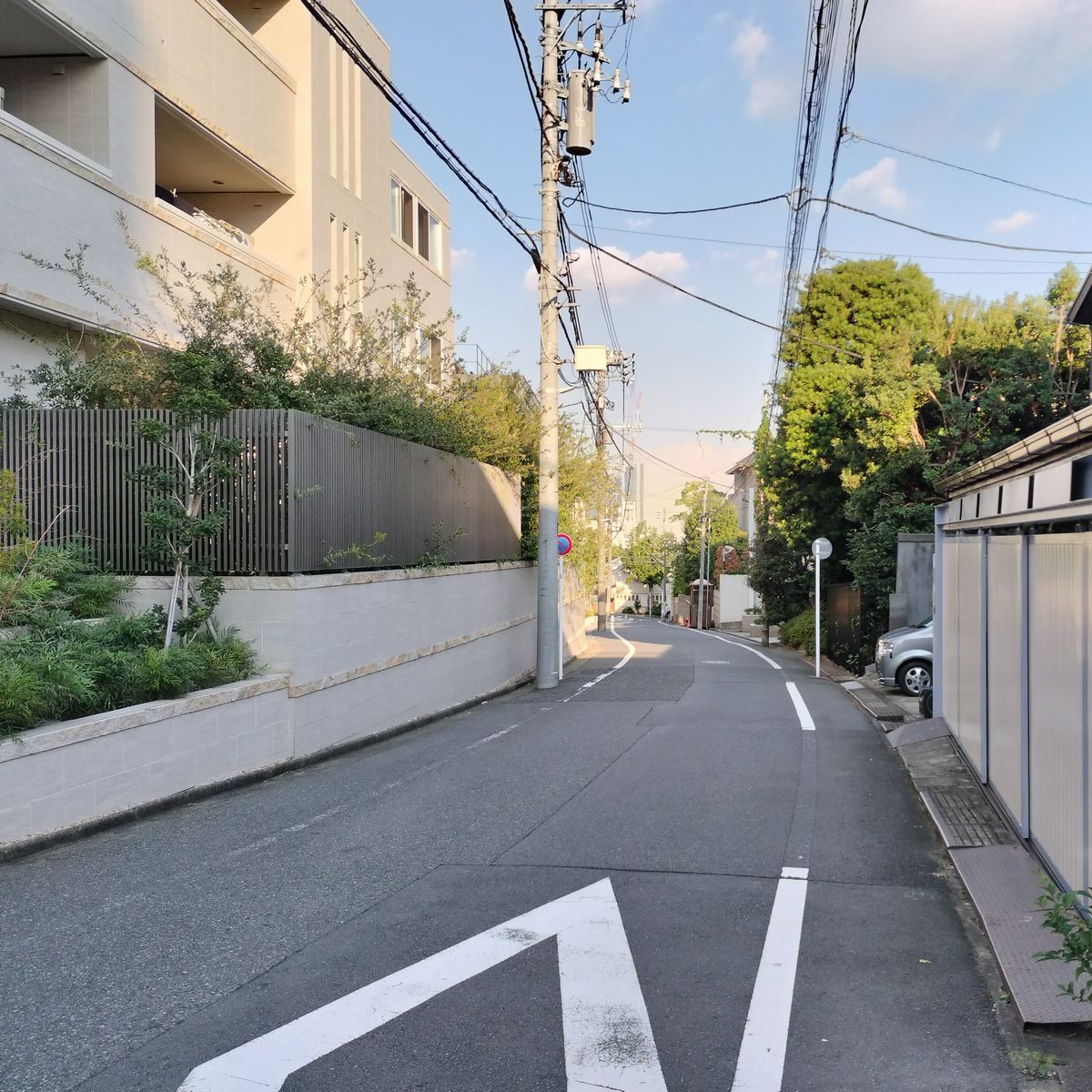
1丁目の南部にある富ヶ谷ハイム前の道路を西から見る。旧・宇田川へ至る坂道となっている。

### 富ヶ谷二丁目
富ヶ谷二丁目も概ね住宅地となっている。北部から南部にかけて、上り坂となっている。戸建住宅が多いが、アパートやマンションも点在している。東海大学代々木キャンパスがある。富ヶ谷一丁目と同じく著名人のほか、外国人、大使館関係者などの要人が居住する。

### 地価
住宅地の地価は、2024年（令和6年）7月1日の地価調査によれば、富ヶ谷1-23-2の地点で122万円/m2となっている。

## 歴史

### 地名の由来
旧代々木富ヶ谷町から採られた。宇田川と河骨川の2つの谷が合流する地点となっており富ヶ谷の名前はこの谷に由来する。
また、古くから現在の富ヶ谷一丁目付近で貝殻の化石が多数出土したことから、この地が「留貝」と呼ばれ、これが転化したものとする説もある。

### 住居表示実施前後の町名の変遷
| 実施後       | 実施年月日   | 実施前（各町名ともその一部）                     |
| ------------ | ------------ | ------------------------------------------------ |
| 富ヶ谷一丁目 | 1963年7月1日 | 代々木富ヶ谷町、代々木深町、代々木上原町、神山町 |
| 富ヶ谷二丁目 | 1963年7月1日 | 代々木富ヶ谷町、代々木深町、代々木上原町、神山町 |

## 世帯数と人口
2024年（令和6年）12月1日現在（渋谷区発表）の世帯数と人口は以下の通りである。
| 丁目         | 世帯数    | 人口    |
| ------------ | --------- | ------- |
| 富ヶ谷一丁目 | 2,702世帯 | 4,383人 |
| 富ヶ谷二丁目 | 3,162世帯 | 5,147人 |
| 計           | 5,864世帯 | 9,530人 |

### 人口の変遷
国勢調査による人口の推移。
| 年                 | 人口  |
| ------------------ | ----- |
| 1995年（平成7年）  | 6,719 |
| 2000年（平成12年） | 7,230 |
| 2005年（平成17年） | 8,005 |
| 2010年（平成22年） | 8,284 |
| 2015年（平成27年） | 8,976 |
| 2020年（令和2年）  | 9,963 |

### 世帯数の変遷
国勢調査による世帯数の推移。
| 年                 | 世帯数 |
| ------------------ | ------ |
| 1995年（平成7年）  | 3,274  |
| 2000年（平成12年） | 3,892  |
| 2005年（平成17年） | 4,635  |
| 2010年（平成22年） | 4,945  |
| 2015年（平成27年） | 5,470  |
| 2020年（令和2年）  | 6,125  |

## 学区
区立小・中学校に通う場合、学区は以下の通りとなる（2023年3月時点）。
| 丁目         | 番地              | 小学校             | 中学校             | 調整区域による変更可能校              |
| ------------ | ----------------- | ------------------ | ------------------ | ------------------------------------- |
| 富ヶ谷一丁目 | 12～43番          | 渋谷区立富谷小学校 | 渋谷区立上原中学校 | 渋谷区立神南小学校 渋谷区立松濤中学校 |
| 富ヶ谷一丁目 | その他            | 渋谷区立富谷小学校 | 渋谷区立上原中学校 |                                       |
| 富ヶ谷二丁目 | 10〜11番 29〜43番 | 渋谷区立上原小学校 | 渋谷区立上原中学校 | 渋谷区立富谷小学校                    |
| 富ヶ谷二丁目 | 22〜28番          | 渋谷区立上原小学校 | 渋谷区立上原中学校 |                                       |
| 富ヶ谷二丁目 | その他            | 渋谷区立富谷小学校 | 渋谷区立上原中学校 |                                       |

## 交通

### 道路

#### 主な道路
- 井ノ頭通り - 代々木公園交番前交差点を境に区道部分と都道部分に分かれる。一丁目の東端を区道部分が通る。対面には代々木公園（神南）がある。都道部分は歩道橋を過ぎると、急坂となり、登った所が富ヶ谷交差点である。その先は二丁目の北端で、約200m進むと上原へと入る。
- 山手通り - 一丁目と二丁目の間を縦貫している。小田急線は陸橋で越えている。2019年に代々木八幡駅が新装され、改札のフロアから直接、山手通りに出られるようになった。富ヶ谷交差点の歩道橋は4角ともエレベーターが付いている。
- 富ヶ谷一丁目通り - 井ノ頭通りの北側と南側に分かれる。北側は代々木八幡駅と代々木公園駅の駅前通りとなっている。南側は井ノ頭通り区道部分と並走する。一方通行路で、路線バスも通るが、歩道はない[注 2]。南下して神山町に入ると「神山通り」、松濤では「オーチャード・ロード」とも呼ばれる。00年代に奥渋谷（奥渋）として知られるようになり、来訪者が増えている。「とみはち通り」との愛称がある。
- 東海大学通り - 東海大学や望星高校の前を通る。
- 航研通り - 東大駒場キャンパスの北端を通る。

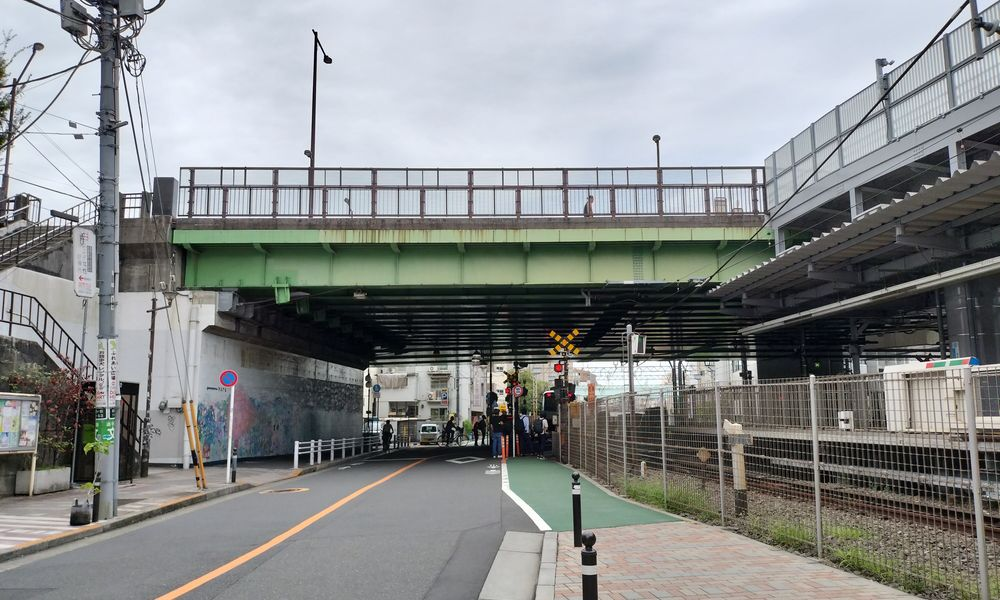
山手通りの陸橋、代々木八幡駅脇の踏切
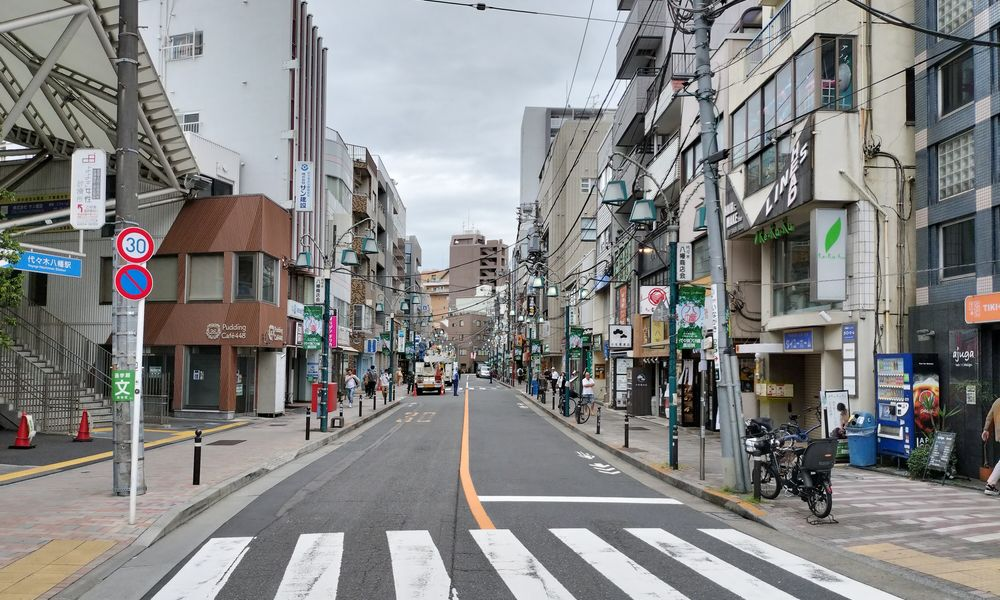
富ヶ谷一丁目通り（代々木八幡駅付近）
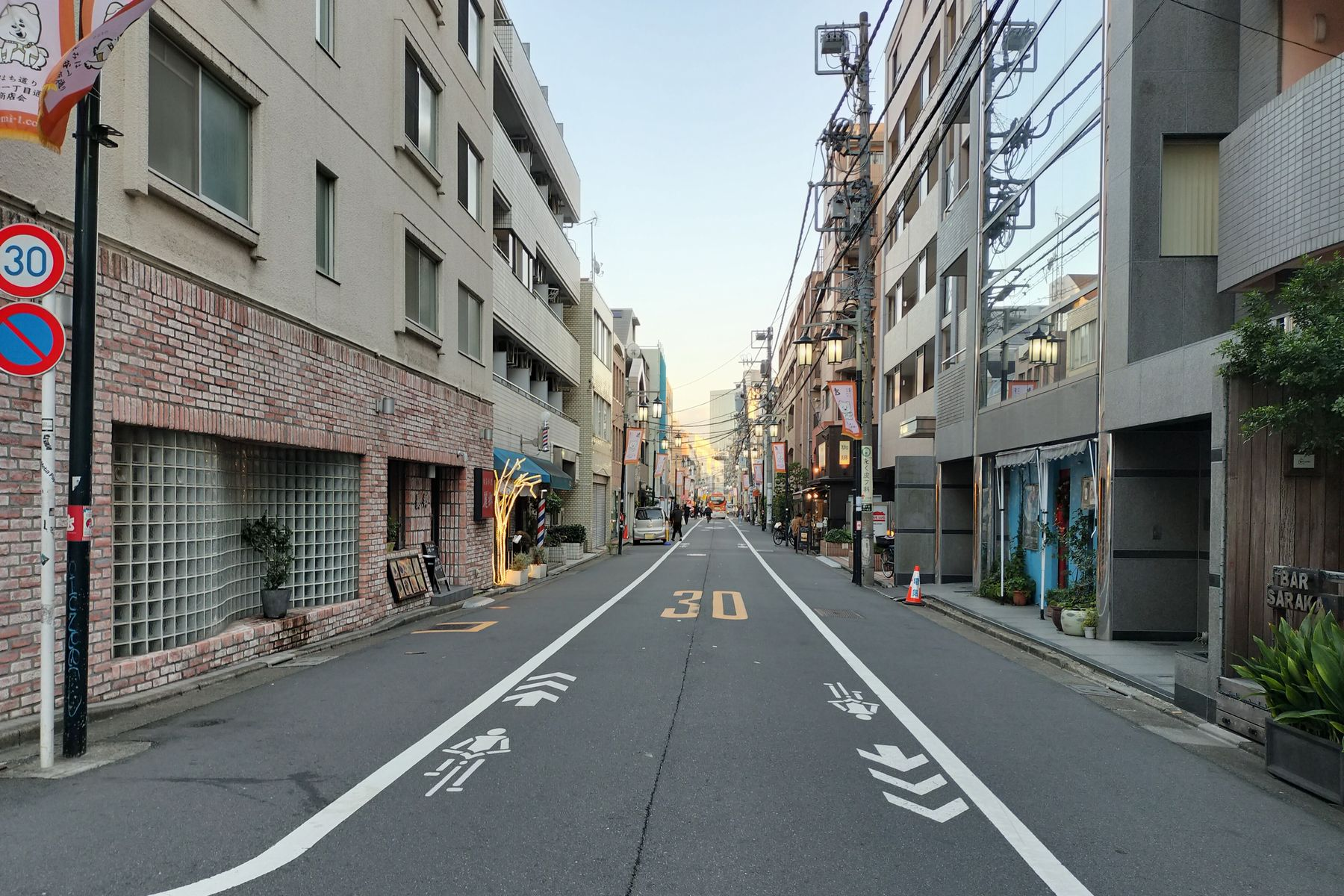
富ヶ谷一丁目通り（南側、一方通行）

#### 遊歩道
- 宇田川遊歩道 - 旧・宇田川の跡地を遊歩道としたもの。井ノ頭通り区道部分と富ヶ谷一丁目通りの間を通る。歩道は神山町南端で終わるが、そのまま進むと宇田川交番前に至り、井ノ頭通りに出る。

#### 高速道路
- 首都高速中央環状線 - 山手通りの地下を山手トンネルが通っている。地上には富ヶ谷出入口がある。

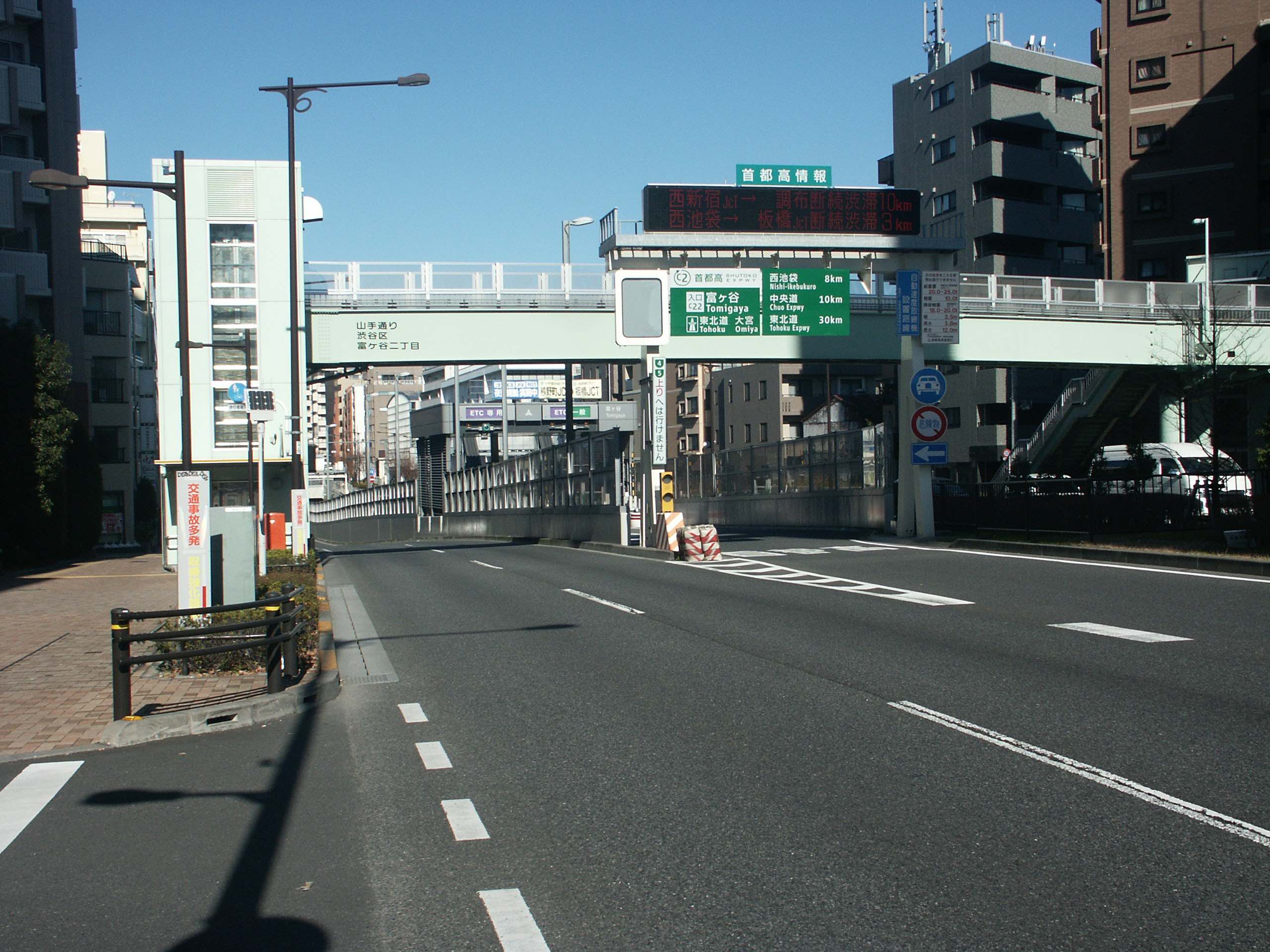
富ヶ谷出入口

### 鉄道
富ヶ谷一丁目の北部に、小田急線の代々木八幡駅と、地下鉄千代田線の代々木公園駅がある。代々木八幡駅の両脇には踏切がある。

### 路線バス
富ヶ谷交差点は、渋谷駅からの路線バスが多く通る。特に中野駅、笹塚駅、阿佐ケ谷駅行きの路線は便数が多い。ハチ公バスは2路線が通る。

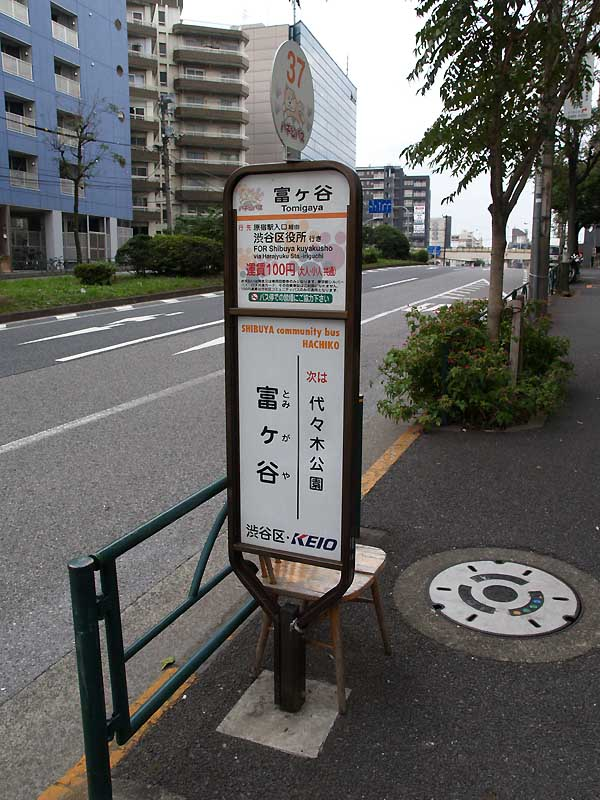
富ヶ谷停留所（一丁目・井ノ頭通り）
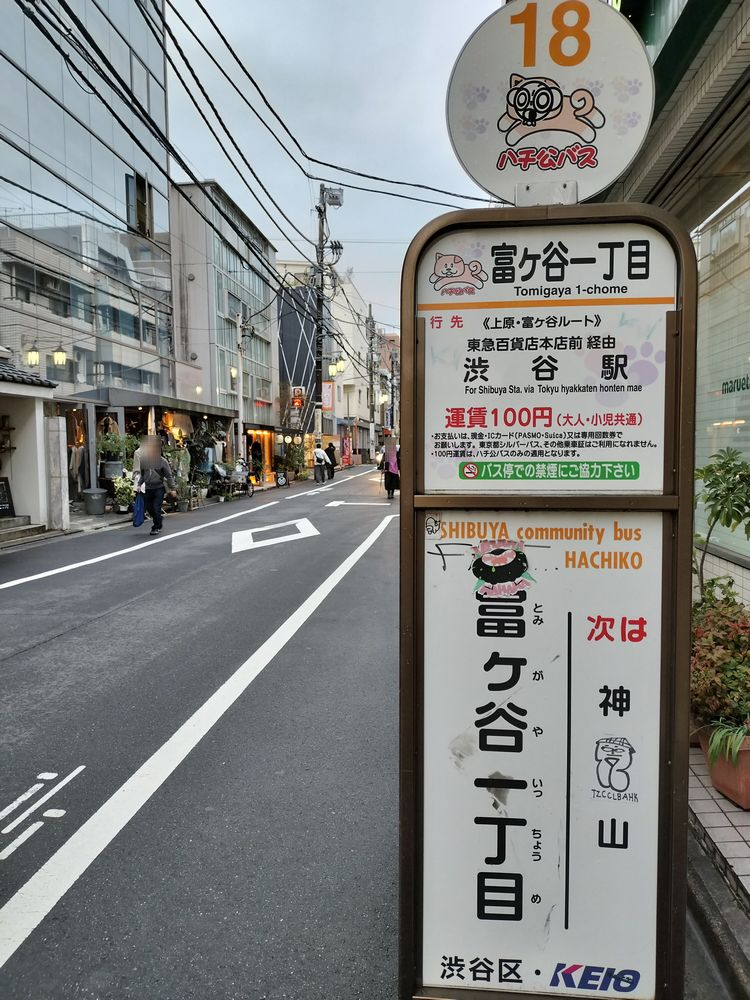
富ヶ谷一丁目停留所
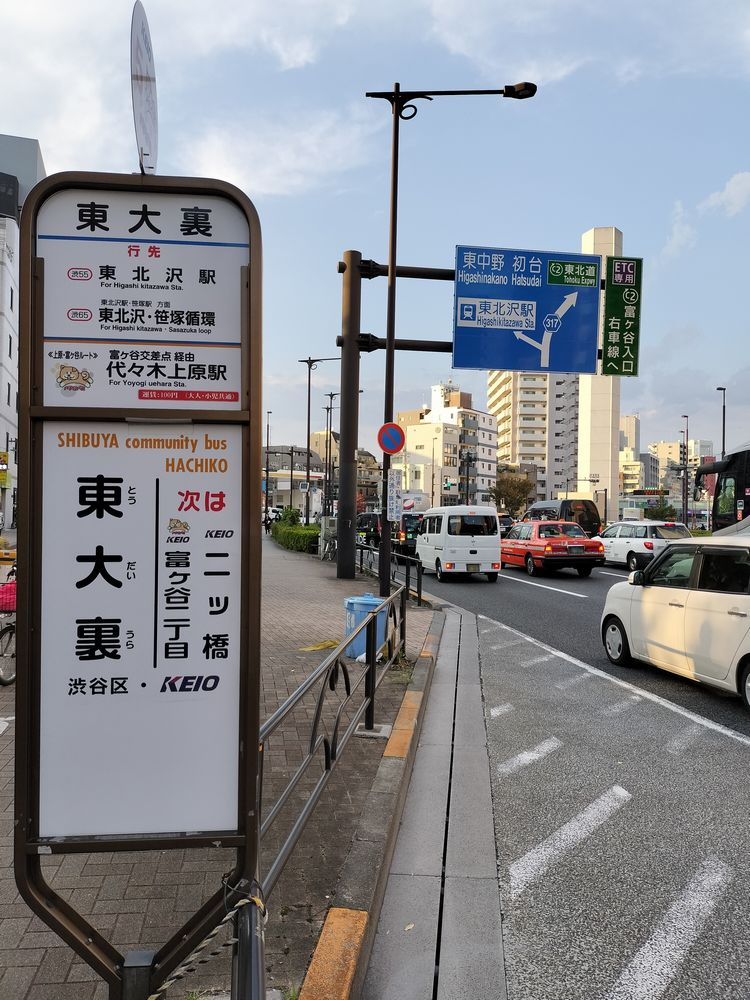
東大裏停留所（二丁目・山手通り）

## 管轄等

### 警察
- 警察署 - 全域が代々木警察署の管轄である[注 3]。
  - 交番 - 全域が代々木公園交番（神南2丁目）の受け持ち区域である[14]。

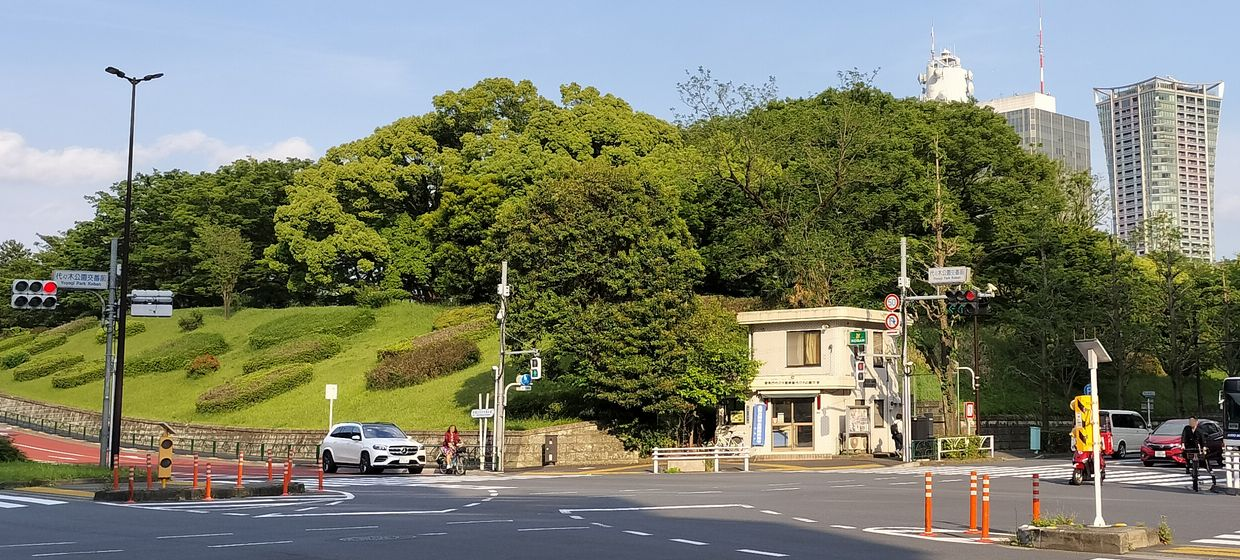
代々木公園交番前交差点

### 消防
- 消防署 - 全域が渋谷消防署の管轄である。
  - 出張所 - 富ヶ谷出張所が山手通り沿いにある。
- 消防団 - 渋谷消防団第10分団の受け持ち区域である[注 4]。

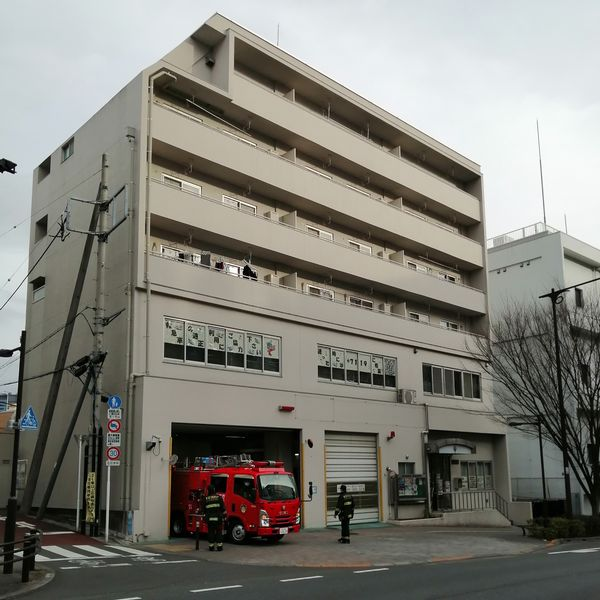
渋谷消防署 富ヶ谷出張所

### 日本郵便
- 郵便番号 : 151-0063[3]（集配局 : 代々木郵便局[15]）。
- 小規模局（かつての特定郵便局）
  - 渋谷富ヶ谷一 - 代々木公園駅前。
  - 渋谷富ヶ谷二 - 東大駒場キャンパス付近。

## 観光

### 名所・旧跡
- 「鞍掛の松」伝承地
- 三田用水跡

### 催事・祭
- 代々木の総鎮守である代々木八幡宮では、毎年9月23日前後に例大祭が行われる。同期間中には駅前に神酒所や模擬店が設けられる。[16]

## 事業所
2021年（令和3年）現在の経済センサス調査による事業所数と従業員数は以下の通りである。
| 丁目         | 事業所数  | 従業員数 |
| ------------ | --------- | -------- |
| 富ヶ谷一丁目 | 463事業所 | 4,681人  |
| 富ヶ谷二丁目 | 155事業所 | 1,587人  |
| 計           | 618事業所 | 6,268人  |

### 事業者数の変遷
経済センサスによる事業所数の推移。
| 年                 | 事業者数 |
| ------------------ | -------- |
| 2016年（平成28年） | 483      |
| 2021年（令和3年）  | 618      |

### 従業員数の変遷
経済センサスによる従業員数の推移。
| 年                 | 従業員数 |
| ------------------ | -------- |
| 2016年（平成28年） | 5,843    |
| 2021年（令和3年）  | 6,268    |

## 施設

### 教育
- 東海大学 渋谷キャンパス - 大学の本部所在地でもある。校舎は山田守による設計。校歌の2番にはこの地の描写がある。
- 東海大学付属望星高等学校
- 富ヶ谷保育園

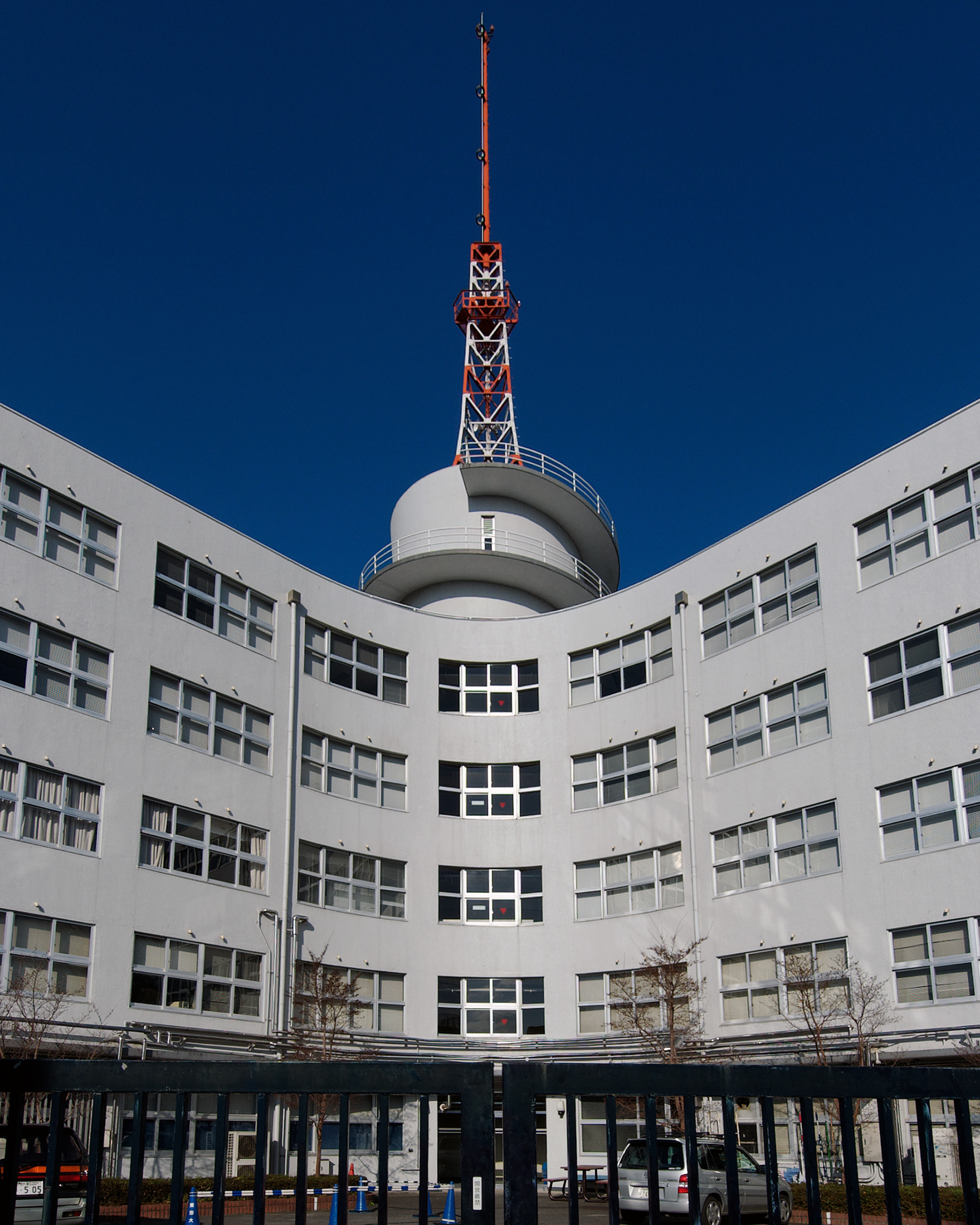
東海大学

### 公園
- 富ヶ谷公園 - 二丁目の南部にある。
- 富ヶ谷三本杉公園 - 二丁目の北部にある。
- 代々木深町小公園 - 富ヶ谷地域の北東端にある。代々木深町は旧地名。代々木公園に対面している。グラウンド部分と児童遊園部分からなる。敷地内に代々木公園駅の3番出入口がある。2020年には「THE TOKYO TOILET」プロジェクトにより坂茂デザインの「壁が透明な公衆トイレ」が設置された。

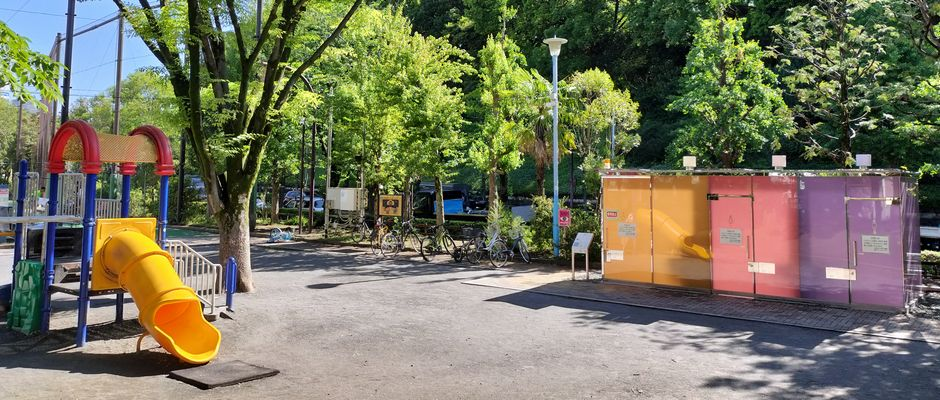
代々木深町小公園

### 宗教
- 日本基督教団 ベテル教会
- 東京キリストの教会 - 山手通り沿いに槇文彦デザインの教会が建つ。

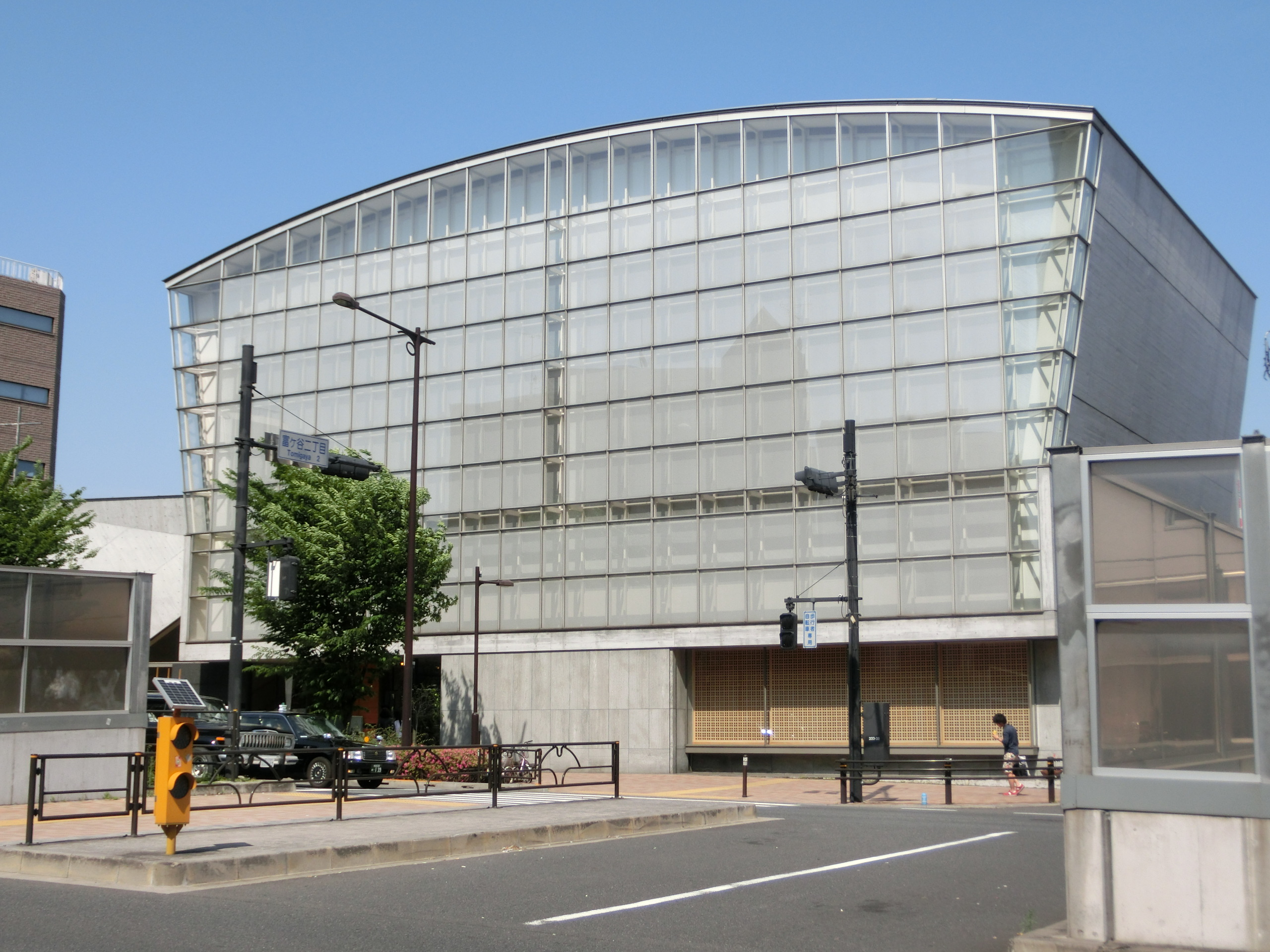
東京キリストの教会

### その他
- 富ヶ谷ハイム（安倍晋三の下宿。本人没後も妻・安倍昭恵が居住。所有者は安倍洋子だった）
- 八幡湯
- NTT代々木ビル

## 企業
- 明治アドエージェンシー
- Studio Tanta（スタジオ・タンタ） - 代々木公園前交番交差点にビルを持ち、レコーディングスタジオやレストランなどを経営。
- イッセイミヤケ - 代々木公園交番前交差点のビルに本社を持つ。
- ダイアナ
- 白寿生科学研究所 - 本社ビルがある。上階にはコンサートホールの「Hakuju Hall」がある。

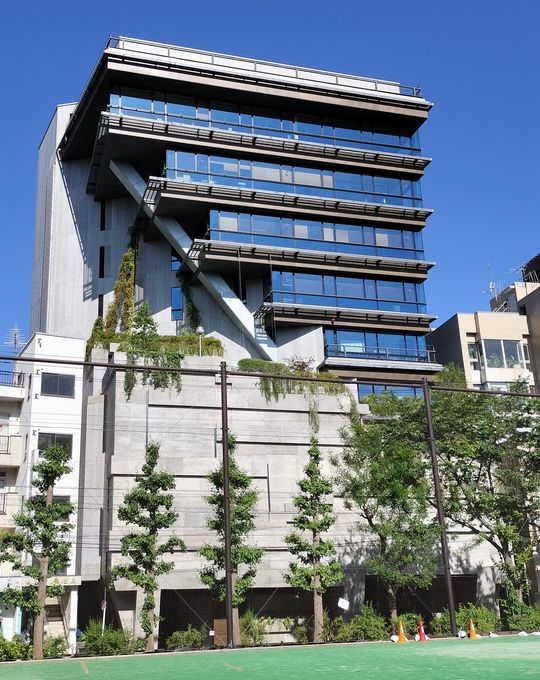
明治アドエージェンシー
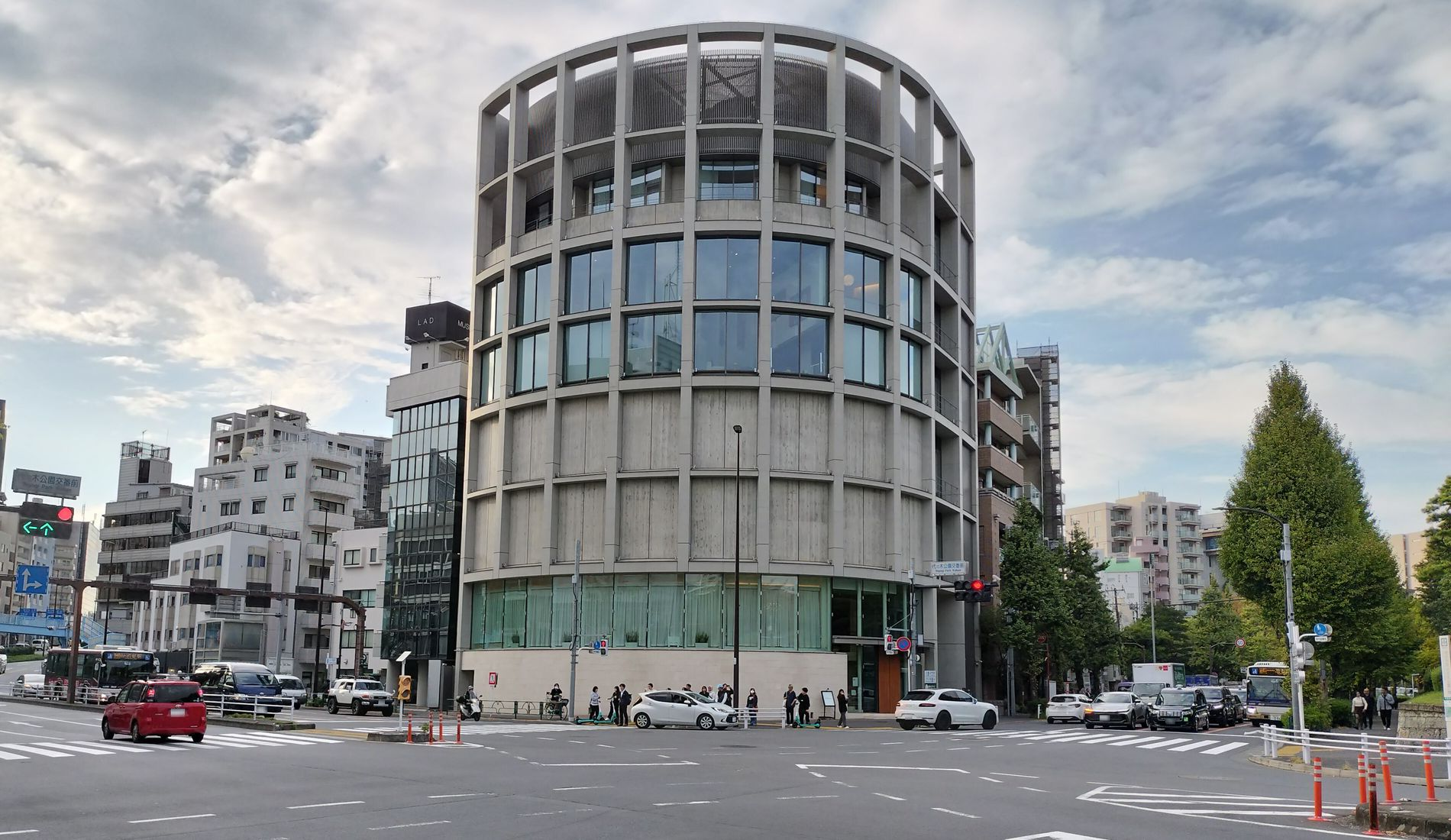
Studio Tanta
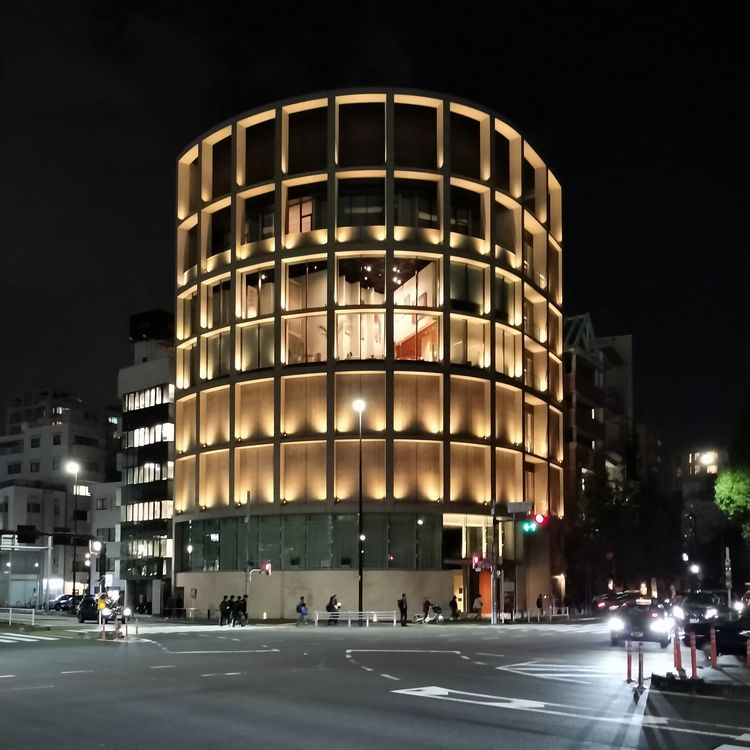
Studio Tanta（夜）

## 芸能
富ヶ谷には芸能事務所や映像・音楽分野の制作会社が多数存在する。ここではそのいくつかを記す。

### 劇団
- 劇団青年座

### 芸能事務所
- アルファエージェンシー
- エンパシィ
- ティー・アーティスト
- ボイスミュージック - 伍代夏子のマネジメント会社

### 声優事務所
- アクロスエンタテインメント
- 81プロデュース
- ケッケコーポレーション
- ビーフェクト

### 制作会社
- テムジン
- メディア・ワン
- スローハンド

## 商業

### 商店街
- 代々木八幡商店会 - 駅前商店街。
- 富ヶ谷一丁目通り商店会 - 「とみはち」という犬のキャラクターをシンボルとしている。
- 東海大学通り商店会
- 富ヶ谷商盛会 - 東海大と東大の間にある商店街。

### 販売店など
- THEOBROMA（テオブロマ） - チョコレートなどの菓子の製造・販売。富ヶ谷には本店と代々木公園駅脇の店がある。
- 富ヶ谷商店
- フレッシュネスバーガー - 2丁目の南西端にある「富ヶ谷店」はフレッシュネスバーガーの第1号店である。[注 5]
- FRECKLE donuts（フレクルドーナツ） - 2024年7月に開店したフレンチクルーラー専門のドーナツ店[注 6]。

## その他
- 渋谷区立富谷小学校と渋谷区立富ヶ谷図書館は富ヶ谷からほど近い上原一丁目にある。
- 二丁目の東大駒場キャンパスに接しているエリアでは「駒場」と称しているマンション等が見られる。

## ギャラリー

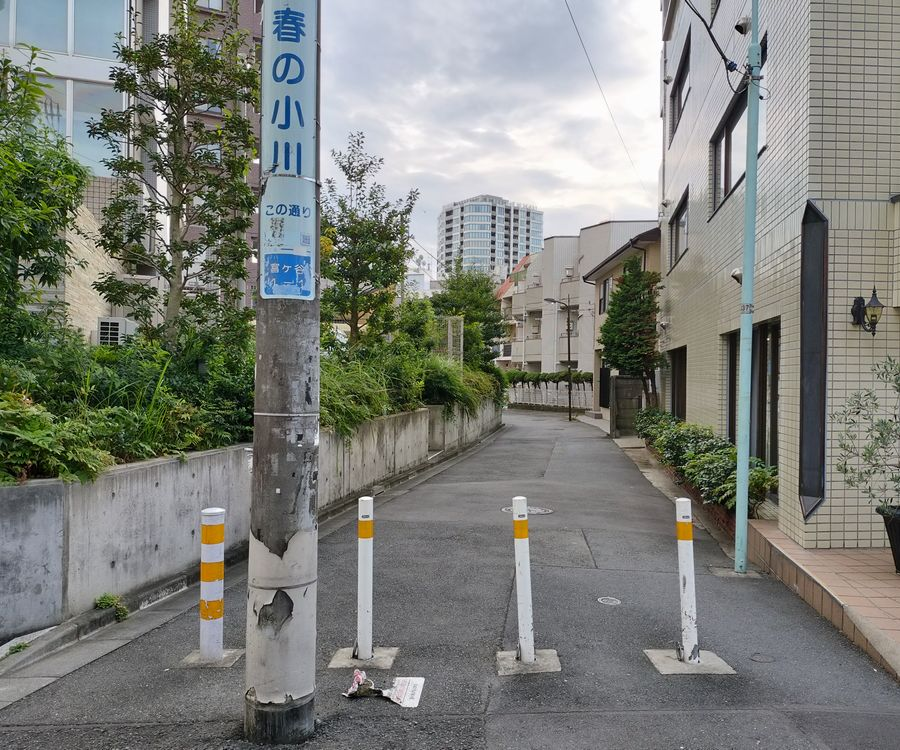
富ヶ谷1丁目1番付近
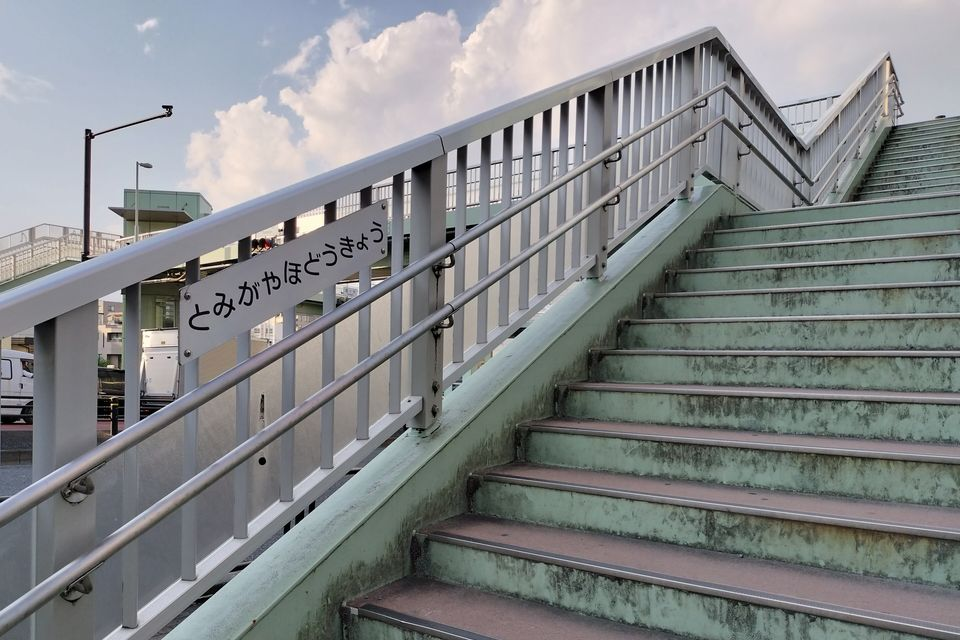
富ヶ谷歩道橋

## ゆかりの人物

### 文化
- 富永太郎 - 1924年から1925年頃に居住。「富ヶ谷風景」は自宅からの眺めを描いた作品。

### 芸能
- Kダブシャイン - 出身
- 高田文夫 - 出身
- 清水金一 - 居住歴あり
- 松宮一彦 - 居住歴あり

### 諸分野
- 伊藤穣一 - 1994年に「富ヶ谷」というホームページを開いた。当時、伊藤は富ヶ谷のマンションを自宅兼オフィスにしていた[19]。

## 出来事
- 故安倍晋三国葬儀（2022年9月27日） - 車列が一丁目の安倍私邸から出発した。山手通りなど周囲に厳重な警備体制が敷かれた。